# Maserada sul Piave
Maserada sul Piave ist eine nordostitalienische Gemeinde (comune) mit 9196 Einwohnern (Stand 31. Dezember 2023) in der Provinz Treviso in Venetien. Die Gemeinde liegt etwa elf Kilometer nordwestlich von Treviso südlich des Piave.

## Geschichte
Bereits in der römischen Antike befand sich hier eine Siedlung, wie der Fund von Ädikulä und Gräbern aus dieser Zeit zeigt.
Mit dem 11. Jahrhundert herrschte die Familie Collalto über das hiesige Lehen. 1231 wurde die Abtei des Heiligen Eustachius in Nervesa della Battaglia Grundherrin über Maserada, bis schließlich die Republik Venedig von den Ländern Besitz ergriff.

## Verkehr
Östlich des Gemeindegebiets führt die Autostrada A27 von Mestre Richtung Piavetal bzw. Dolomiten. Der nächste Bahnhof befindet sich in Villorba-Lacenigo.